# 一森哲男
一森 哲男（いちもり てつお、1953年11月18日 - ）は、大阪府出身の日本の数理科学者・社会システム工学者。大阪工業大学名誉教授。工学博士（大阪大学）。日本応用数理学会学会誌編集委員/論文誌編集委員。日本学術振興会審査第三部会工学小委員会2007委員。
専門は、数理科学（特に最適化問題）、社会システム工学・経営システム工学。

## 略歴
1976年大阪大学工学部卒業。1982年同大学大学院工学研究科応用物理学専攻博士後期課程修了、工学博士（大阪大学）。1985年大阪工業大学工学部講師として着任。1994年同学部経営工学科助教授。1996年情報科学部情報システム学科教授。2019年同大学名誉教授。
大阪工業大学工学部・情報科学部にて30年以上の長きに渡り教鞭をとり、特に情報科学部初期から長年、数理科学・社会システム工学の研究育成に貢献した。
主な所属学会は、日本応用数理学会、情報処理学会、日本オペレーションズ・リサーチ学会、日本経営システム学会、日本経営工学会。主な受賞は、日本応用数理学会論文賞(2013)、日本オペレーションズ・リサーチ学会学会賞-事例研究奨励賞(1987)。

## 主な著書
- 数理計画法 最適化の手法（単著、共立出版1994、学術書）[6]
- グラフ理論（単著、共立出版2002、学術書）
- オペレーションズ・リサーチ（共著、共立出版1993、学術書）
- ORによる経営システム科学（共著、朝倉書店1989、学術書）[7]

## 主な研究
- Renyiのエントロピーを最大にする議席配分方式について[8]
- 分散最小化離散資源配分問題[9]
- 機会制約組合せ最適化問題の効率的厳密解法
- ソフトウェア開発の単体・結合両テストを考慮した最適テスト労力配分問題とその解法アルゴリズム
- マーケティング活動労力の配分